# Maria Ioanna Amerali
Maria Ioanna Amerali (2 giugno 2009) è una nuotatrice artistica greca.

## Biografia
Ha esordito nella Coppa del Mondo di nuoto artistico il 1 marzo 2025 a Parigi, concludendo al settimo posto la gara mista nel programma tecnico.

## Palmarès

### Coppa del Mondo
- 1 podio:
  - 1 vittoria (1 nella duo)

#### Coppa del mondo - vittorie
| Data         | Luogo  | Paese   | Disciplina    |
| ------------ | ------ | ------- | ------------- |
| 2 marzo 2025 | Parigi | Francia | Duo libero Mx |